# Mahmud Taghiyev
Mahmud Azizagha oglu Taghiyev (en azerí: Mahmud Əzizağa oğlu Tağıyev; Bakú, 11 de junio de 1923 – Bakú, 21 de noviembre de 2001) fue un pintor de Azerbaiyán, que obtuvo en 1982 la distinción de Artista de Honor de la República Socialista Soviética de Azerbaiyán.

## Biografía

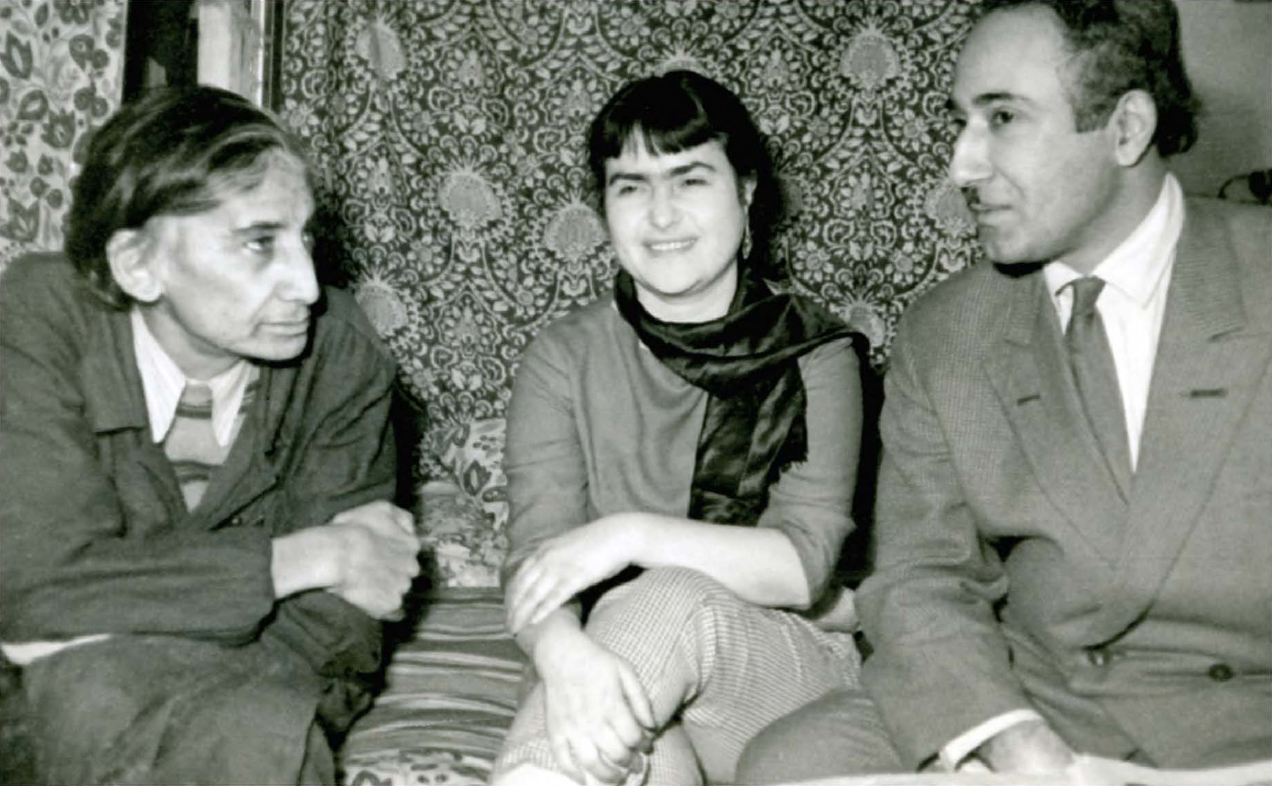
Mahmud Taghiyev con Sattar Bahlulzade y su esposa Khalida Safarova

Mahmud Taghiyev nació el 11 de junio de 1923 en Bakú. En 1941 se graduó de la Escuela Estatal de Arte de Azerbaiyán en nombre de Azim Azimzade. Entre 1949 y 1953 estudió en la Universidad Panrusa Guerásimov de Cinematografía. Después continuó su educación en la Academia de Artes de San Petersburgo donde se graduó en 1956.
En 1946 fue elegido el miembro de la Unión de Artistas de Azerbaiyán, y ese mismo año se casó con Khalida Safarova, pintora de Azerbaiyán.
Taghiyev murió el 21 de noviembre de 2001 en Bakú.

## Obra
Los temas principales de la obra de Taghiyev fueron la pintura de paisaje y la naturaleza muerta. Expuso junto a las pinturas de su esposa en Bakú, en los años 1947, 1958, 1969, 1993 y en Moscú en los años 1988 y 1990 y 1988. Sus obras se exhibieron en Rusia, Turquía, Ucrania, Estados Unidos, Reino Unido, Francia, Alemania, Irán, Siria y Egipto.

## Premios y títulos
- 1982 - Artista de Honor de la RSS de Azerbaiyán.[4]